# Хантајско језеро
Хантајско језеро (рус. Хантайское озеро) је језеро у Русији. Налази се на територији Красноярске Покрајине. Површина језера износи 822 km².